# Jack Hogan
Jack Hogan (nacido Richard Roland Benson Jr., 24 de noviembre de 1929-6 de diciembre de 2023) fue un actor norteamericano. Es conocido por su rol como el soldado de primera clase (PFC) William G. Kirby en la serie bélica de los años 1960s Combate!

## Biografía
Nacido en Chapel Hill, North Carolina, Hogan era un estudiante de arquitectura antes de unirse a la Fuerza Aérea, donde se convirtió en sargento de personal durante la guerra de Corea. Después de regresar a la vida civil, estudió teatro en el Pasadena Playhouse y en Nueva York. Trabajó a tiempo parcial como salvavidas hasta que consiguió el papel en Combat!.
Interpretó al sargento Jerry Miller en el drama criminal de la NBC Adam-12. Además de actuar, fue director de casting en Magnum, P.I y regenteó un negocio de construcción.
Hogan se casó con Barbara Bates (no confundir con la actriz Barbara Bates.

## Películas
- Man from Del Rio (1956)
- The Bonnie Parker Story (1958)
- Paratroop Command (1959)
- The Legend of Tom Dooley (1959)
- The Cat Burglar (1961)

## Televisión
- Harbor Command (1957)
- Sea Hunt (1958–1959)
- Rifleman (1959) (Sea. 1, Ep. 36)
- Bat Masterson (1959) (Sea. 1, Ep. 34) as Jack and (Sea. 2, Ep. 1) as Stuart Chancellor
- Laramie (1959) (Sea. 1 Ep. 9)
- Ripcord, episode "Radar Rescue", (1961)
- Lawman (1961) The Juror
- Bat Masterson (1961) (Sea. 3, Ep. 26) "Ledger if Guilt" as Marshall Johnny Dillon
- Rifleman (1962)
- Combat! (1962–1967) (112 ep.)
- Garrison's Gorillas (1968)
- Adam-12
- Hawaii Five-O (1973–1975)
- Houston, We've Got a Problem (1974)
- Sierra (1974)
- The Specialists (1975)
- Mobile One (1975)
- Jake y el Gordo (1989–1990)